# Герб Петушков (Владимирская область)
Герб муниципального образования городского поселения «Город Петушки» Петушинского района Владимирской области Российской Федерации.
Герб утверждён Решением Совета народных депутатов города Петушки № 50/7 от 28 мая 2009 года.
Герб подлежит внесению в Государственный геральдический регистр Российской Федерации.

## Описание герба
«Золотой (жёлтый) фон геральдического щита (300х240 мм) символизирует величие, уважение. Это цвет солнца, скрытых сокровищ и богатства, плодородия.
На этом фоне красно-белого цвета два декоративных петушка, олицетворяющих название города. Петух — символ бдительности и отваги, вестник дня. Красный цвет петушков символизирует труд, храбрость жизнеутверждающую силу. Белый цвет — благородство, откровенность и правдивость.
Между декоративными петушками — ёлочка — символ лесных богатств, окружающих городскую среду.

У подножья петушков змейкой обозначена бегущая вдоль извилистых берегов древняя русская река Клязьма. Общий цвет ёлочки и реки — изумрудный. Он символизирует надежду, свободу, изобилие».— Положение «О гербе муниципального образования «Город Петушки»
Герб города Петушки в соответствии с «Методическими рекомендациями по разработке и использованию официальных символов муниципальных образований», утверждёнными Геральдическим советом при Президенте Российской Федерации 28.06.2006 (Раздел 2, гл. VIII, п. 46), может воспроизводиться со статусной короной установленного образца.
В основном герб города Петушки используется без вольной части и без статусной короны.

## Описание символики
«В Российском государственном архиве древних актов (РГАДА) есть запись в писцовой книге 1637-1647 гг. о Пятуховском овраге и порозжей пустоши Петушки у речки Березки и у Большой Московской дороги, которая подтверждает существовавшее ранее название нашей местности и поселения, появившегося позднее на этом месте. В 1678 году в церковных переписных книгах впервые упомянуто имя поселения Петушки».— Положение «О гербе муниципального образования «Город Петушки»
Автор герба города Петушки Фролов Григорий Семёнович.